# 好运神
好运神（英語：Bonus Eventus）古罗马神话职司农业的神祇之一。其事迹反映于古典作家之著述，亦出现于古罗马硬币等相关文物中，具有重要地影响与积极意义。